# Bernertsgrund bei Löhlbach
Bernertsgrund bei Löhlbach este o arie protejată (arie specială de conservare — SAC, sit de importanță comunitară — SCI) din Germania întinsă pe o suprafață de 13,54 ha, integral pe uscat.

## Localizare
Centrul sitului Bernertsgrund bei Löhlbach este situat la coordonatele 51°04′00″N 9°00′25″E / 51.0667°N 9.0069°E.

## Înființare
Situl Bernertsgrund bei Löhlbach a fost declarat sit de importanță comunitară în aprilie 1999 pentru a proteja 21 de specii de animale. Situl a fost protejat și ca arie specială de conservare în martie 2008.

## Biodiversitate
Situată în ecoregiunea continentală, aria protejată conține 2 habitate naturale: Lacuri eutrofice naturale cu vegetație de tip Magnopotamion sau Hydrocharition, Păduri aluvionare cu Alnus glutinosa și Fraxinus excelsior (Alno-Padion, Alnion incanae, Salicion albae).
La baza desemnării sitului se află mai multe specii protejate:
- păsări (20): uliu porumbar (Accipiter gentilis gentilis), uliu păsărar (Accipiter nisus nisus), lăcar-de-mlaștină (Acrocephalus palustris), minunița (Aegolius funereus), pescăruș albastru (Alcedo atthis), șorecarul comun (Buteo buteo), mierla de apă (Cinclus cinclus), ciocănitoare pestriță mică (Dendrocopos minor), ciocănitoare neagră (Dryocopus martius), becațină comună (Gallinago gallinago), sfrâncioc roșiatic (Lanius collurio), sfrâncioc mare (Lanius excubitor excubitor), becațină mică (Lymnocryptes minimus), gaia roșie (Milvus milvus), codobatura galbenă (Motacilla flava), ciocănitoare verzuie (Picus canus), sitar de pădure (Scolopax rusticola), fluierarul de zăvoi (Tringa ochropus), sturz (Turdus pilaris), sturzul de vâsc (Turdus viscivorus)
- pești (1): boarță (Rhodeus amarus)

Pe lângă speciile protejate, pe teritoriul sitului au mai fost identificate 5 specii de plante, 2 specii de păsări, 4 specii de amfibieni, 1 specie de nevertebrate.